# 脑神经递质检测仪骗局
脑神经递质检测仪骗局，也称EFG骗局（EFG, Encephalo-fluctuo-graph）、脑涨落图仪骗局，是指在2009年至2015年在中国大陆的一系列医疗诈骗及骗局，其检测仪器称之为“EFG脑神经递质检测仪”、“脑波超慢涨落仪（脑涨落图仪）”，后改称“美国第三代脑神经递质检测系统”、“BRA脑电地形图”。2014年《财新周刊》率先刊文封面文章调查质疑，但至今类似的骗局仍然存在。

## 经由

### 诈骗经过
在2010年左右，由深圳康立高科技有限公司生产的一套“脑涨落图仪”（EFG, Encephalo-fluctuo-graph）面世，注明该发明是一种“脑电涨落信号分析设备”，专利权人是“广州可夫医疗科技有限公司”。推介材料中还有相关文献，介绍脑涨落图仪的实验。实验所使用的脑涨落图仪的生产厂商，是“北京舒普生公司”，两公司的法人代表均为徐建兰，也是该专利的发明人之一。
然而在宣传推广中，脑涨落图仪的功效被严重夸大，其称EFG脑神经递质检测仪和EFG脑神经递质免疫再生疗法，是“由世界精神病学协会（WPA）、亚洲睡眠研究会（ASRS）、抑郁症防治国际委员会（PTD）、中国精神障碍疾病预防协会等9家国际重点医疗机构及192位资深专家，经过多年科研，成功研发出的针对失眠、抑郁等精神疾病的最有效治疗成果”；该仪器能“无创定量检测γ-氨基丁酸、谷氨酸、乙酰胆碱、去甲肾上腺素、5-羟色胺、多巴胺六种中枢神经递质”和兴奋递质3和6和抑制递质13，且用于“抑郁症发病机理的研究和探讨、抑郁症的疗效辅助评估，仅限成人使用。”但是申请专利文书中，并无提及“神经递质检测”，或者“可用于检测脑神经递质”等字样。
但是这并不阻碍脑涨落图仪的销售，大量医院均采购该仪器，并接受其高昂的销售策略，其中包括天津华山医院、杭州京都医院、武警辽宁省总队医院、成都京西失眠抑郁症研究院、黑龙江边防总队医院、广州军区机关医院、郑州金水中医院、南京空军机关医院、北京德胜门中医院、北京国济中医医院、北京永安中医儿童医院、北京军颐中医院、北京金童中医医院、北京国奥心理医院、北京军海医院、武警北京市总队第三医院、上海新科医院、重庆精神卫生中心金紫山院区等。

### 调查与后续
2014年《财新周刊》率先刊文封面文章《EFG做局》，指责医院耽误治疗时机，巧取患者钱财。
2015年1月6日，广东省食品药品监督管理局在其网站发布公告《关于深圳市康立高科技有限公司发布违法广告的公告》（粤食药监械注〔2014〕190号），证实该公司“夸大产品适用范围”，责令康立停止互联网医疗器械信息服务。指出“EFG脑神经递质检测仪”的生产厂商深圳市康立高科技有限公司发布违法广告，责令其停止互联网医疗器械信息服务。
随后个别医院改名为“BRA脑电地形图”，但检测方式和结果与之前的EFG“脑神经递质检测仪”如出一辙，单次收费就要3000元。中央电视台通过私访调查，发现北京永安中医院一的“名医”伪造央视采访视频，最终导致北京永安中医院被查暂停营业。但是在2015年，在EFG治疗抑郁症的骗局被揭穿后，一些医院通过改名为“美国第三代脑神经递质检测系统”、“BRA脑电地形图”，将目标锁定了自闭症儿童继续行骗。

## 研究
尽管脑电规律用于检测神经递质不着边际，不可用于临床，但是较新的中国研究仍认为它能够探求脑电涨落变化和神经递质之间的关系。从学术界，关于脑神经递质检测仪及其检测数据的学术数据，截至2015年，仍然比较活跃。自1989年，中国开始研究脑涨落图对于空间科学的影响。2006年至2008年，脑波超慢涨落的研究开始运用于早期帕金森病、强迫症、阿尔茨海默病、失眠症，此类作者均对脑神经递质检测仪的判断持有正面态度。2010年至2015年后，开始运用到网络成瘾、抑郁症，并称该仪器具备“一定的临床使用意义”。